# 平山信一
平山 信一（ひらやま しんいち、1973年3月6日 - ）は、フリーアナウンサー。千葉県君津市出身。

## 人物・来歴
- 千葉県君津市で生まれ育ち、千葉県立君津高等学校卒業後は横浜国立大学へ進学。（大学は中退）気象庁の職員となり[1]、2003年まで勤務する。退職後しばらく経って、現職である公営競技中継の仕事を始める。2020年10月現在は、江戸川競艇場と前橋競輪場で実況をつとめている。競輪では前橋競輪の担当につく前はいわき平競輪場で、オートレースでは山陽オートレース場などで実況をつとめていたことがあった。
- 競輪のGI競走では、オールスター競輪についてはいわき平競輪場で行われた第53回大会（2010年）と前橋競輪場で開催された第55回大会（2012年）および第57回大会（2014年）で実況をつとめたほか、寬仁親王牌・世界選手権記念トーナメントは第23回大会（2014年）から第29回大会（2020年）まで7年連続で実況をつとめている[2][3]）。
- 公営競技の中継番組でのポジションは主に実況だが、開催によっては司会や出場する選手のインタビューなどを担当することもある[4]（前橋競輪では担当しはじめてからしばらくは中継番組の司会も兼務していた[5]）。
- 2019年度に設けられたいわき平競輪応援サポーターの一人[6]。当競輪場の本場開催期間中にニコニコ生放送とYoutube Liveで配信される番組『モギたて!いわき平けいりん』にも出演。
- 大相撲、プロ野球の千葉ロッテマリーンズ、アジアリーグアイスホッケーのひがし北海道クレインズのファン。特に大相撲とプロ野球は、本業の仕事が無い場合にはしばしば会場に足を運んでいる[7]。

## 現在の出演番組
2020年10月現在。代打出演は除く。
- 江戸川競艇 レース中継（日本レジャーチャンネル） - 実況
- 前橋競輪中継（SPEEDチャンネル） - 実況
- モギたて!いわき平けいりん（ニコニコ生放送、Youtube Live） - 出演（不定期）